# Finnan haddie
Finnan haddie, también denominado Finnan haddock y Finnan o Findrum speldings, es el pescado eglefino ahumado frío, preparado mediante un método de ahumado con madera verde y turba  en el noreste de Escocia. Existe cierto debate sobre su origen, algunas fuentes atribuyen su origen a la villa pesquera de Findon, Aberdeenshire, (que a veces es denominada Finnan) cerca de Aberdeen,  mientras que otros insisten que el nombre es una corrupción del nombre del nombre de la villa de Findhorn ubicada en la boca del río Findhorn en Moray.  La "disputa" se remonta al siglo XVIII, aunque es difícil de rastrear, ya que los adherentes a una y otra teoría se niegan a siquiera considerar la posibilidad de argumentos alternativos (excepto por la nota sobre etimología del Oxford English Dictionary). Es probable que fuera un platillo popular en Aberdeenshire por lo menos hacia 1640.
Si bien es conocido y admirado en Escocia desde hace mucho tiempo, el finnan haddie se convirtió en un elemento gastronómico popular en  Londres recién a partir de la década de 1830. A causa del tenue ahumado que recibe el pescado, no tenía un periodo de preservación prolongado, a lo sumo tres días (aunque algunos sugieren no más de un día). Si bien a menudo estaba disponible en Aberdeen "dentro de las doce horas después de haber sido pescado", la distancia a Londres fue inicialmente prácticamente infranqueable si se deseaba evitar descartar parte del material.  El pescado comenzó a estar disponible en Londres al ser enviado mediante la diligencia del correo, pero recién estuvo disponible en grandes cantidades cuando se concluyó la construcción del ferrocarril que unió Aberdeen con Londres en la década de 1840. La asociación con Findon se vio reforzada por la conexión en Aberdeen. En ocasiones, la confusión alcanzó tal magnitud que Findon era denominada Findhorn.
Desde hace mucho tiempo el finnan se encuentra asociado con la sopa tradicional de pescado escocesa llamada Cullen skink, y casi todos los  libros de recetas escoceses antiguos mencionan al Finnan Haddie como el eglefino ahumado que debe utilizarse para preparar la Cullen skink.
La forma tradicional de preparación es asar los trozos completos de pescado sobre fuego fuerte. El Finnan haddie a menudo es servido  escalfado en leche para el desayuno y es una parte importante del kedgeree tradicional y el omelet de Arnold Bennett.